# Col Monarch
Le col Monarch (en anglais : Monarch Pass) est un col des États-Unis, dans le Colorado, dans les montagnes Rocheuses. Il est situé à une altitude de 3 448 mètres.

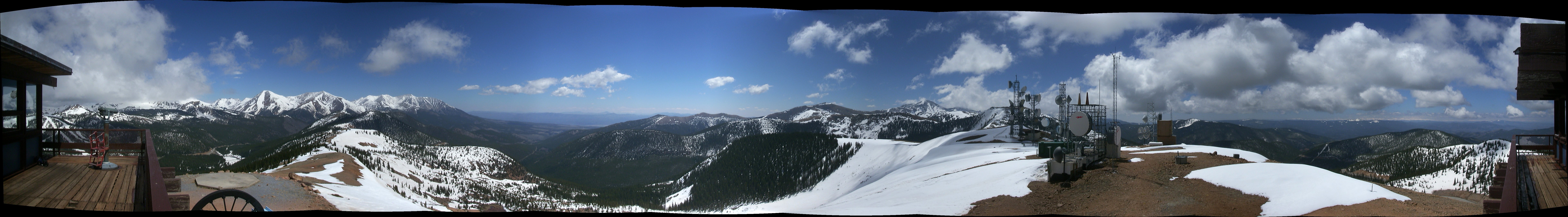
Vue panoramique depuis le col.

## Dans la culture
Dans la mini-série Maniac, le col est le lieu d'un accident de la route impliquant le personnage interprété par Emma Stone et sa sœur.